# Löhningen
Löhningen est une commune suisse du canton de Schaffhouse.

## Géographie

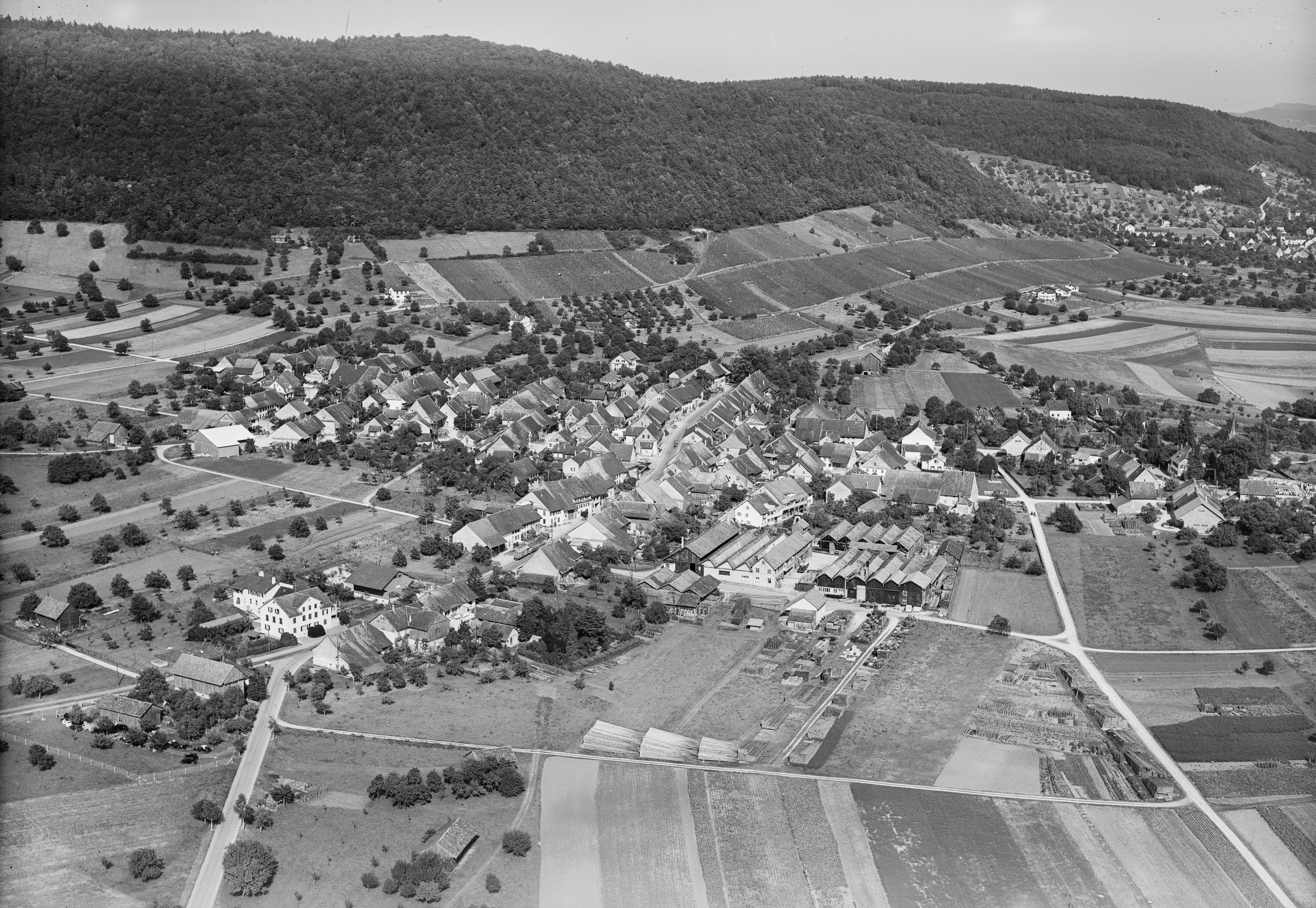
Vue aérienne (1953).

Selon l'Office fédéral de la statistique, Löhningen mesure 6,86 km2.

## Démographie
Selon l'Office fédéral de la statistique, Löhningen compte 1 116 habitants en 2008. Sa densité de population atteint 162 hab./km2.
Le graphique suivant résume l'évolution de la population de Löhningen entre 1850 et 2008 :